# Вернер фон Фалкенщайн
Вернер фон Фалкенщайн (на немски: Werner von Falkenstein; * ок. 1355, вер. в замък Фалкенщайн, Пфалц; † 4 октомври 1418, замък Маус до Велмих) от фамилията Фалкенщайн, е като Вернер III от 1388 до 1418 г. архиепископ и курфюрст на Трир.

## Произход
Той е вторият син на Филип VI фон Фалкенщайн († 1373), господар на Мюнценберг, и третата му съпруга Агнес фон Фалкенщайн-Мюнценберг († 1380), дъщеря на Филип V фон Фалкенщайн († 1365/1343) и Елизабет фон Ханау-Фалкеншайн († 1389). Внук е на Куно II фон Фалкенщайн-Мюнценберг († 1333) и графиня Анна фон Насау-Хадамар († 1329). По-големият му брат е Филип VIII фон Фалкенщайн († 1407), а по-малките му братя са Улрих фон Фалкенщайн († 1379), домхер и архидякон в Трир, и Куно фон Фалкенщайн († 1402), свещеник в Кобленц.
Вернер е роднина с предшественика си Куно фон Фалкенщайн († 1388), архиепископ на Трир (1362 – 1388), който е брат на дядо му по майчина линия. Чичо е на Ото фон Цигенхайн († 1430), който го наследява като архиепископ и курфюрст на Трир.

## Управление
Вернер е първо архидякон в Трир, от 16 юни 1384 г. е пропст на „Св. Флорин“ в Кобленц, по-късно пропст на „Св. Паулин“ в Трир. След отказа на архиепископ Куно фон Фалкенщайн на 6 януари 1388 г. той става коадютор и на 3 април папа Урбан VI го прави архиепископ. Около 21 септември 1388 г. той е ръкоположен за свещеник и епископ. От събраните пари на Куно той финансира множеството си битки.

### Участие в избора на римско-германски крал
През 1410 година, след смъртта на крал Рупрехт, тронът на римско-германски крал се оказва вакантен. Сигизмунд се нуждае от поддръжка в борбата за трона. В това време Йобст Моравски управлява Курфюрство Бранденбург и така е един от курфюрстите, имащи право на глас при изборите за римско-германски крал. Само че самият Сигизмунд претендира за това право и назначава Фридрих Брандербургски за свой представител от Курфюрство Бранденбург на изборите за римско-германски крал на 20 септември 1410 година.
Изборът на нов крал се усложнява от факта, че крал Вацлав IV Люксембург живее в Бохемия и църковният разкол продължава в Европа. И ако думите на курфюрста на Кьолн, който заявява, че изборът на римския крал не е необходим, тъй като Вацлав продължава да бъде римски крал, лесно се игнорират, то разколът създава много проблеми. Йохан II фон Насау, архиепископ на Майнц, и Фридрих III, архиепископ на Кьолн, които подкрепят папа Александър V от Пиза, привличат на своя страна Адолф, херцог на Берг, Стефан III Баварски и Фридрих, маркграф на Майсен и ландграф на Тюрингия. Архиепископ Вернер фон Фалкенщайн от Трир, който подкрепя папа Григорий XII, има по-малко привърженици. Сред тях обаче са синът на починалия крал Рупрехт – курфюрст Лудвиг III Пфалц и неговият братовчед Фридрих, бургграф на Нюрнберг. Фридрих Хохенцолерн изплаща дълговете на Сигизмунд и убеждава Вернер фон Фалкенщайн от Трир и Лудвиг Пфалц да преминат на страната на Сигизмунд.
На 1 септември 1410 г. във Франкфурт се състои среща на избирателите. Бургграф Фридрих, пристига с голяма свита като „представител на избирателя на Бранденбург“ и планира да влезе в града заедно с 200 конници (което според „Златната була“ е разрешено само на избирателите). Но той е приет в града само като „посланик на краля на Унгария“.
На 20 септември 1410 г. Вернер фон Фалкенщайн от Трир и Лудвиг Пфалц като избиратели, Фридрих Нюрнбергски като представител се появяват пред градската катедрала. Избирателите на Саксония, Майнц и Кьолн отказват да започнат избори до пристигането на „избирателя на Бранденбург“ Йобст Моравски. Затова на 20 септември Йохан II фон Насау, курфюрст на Майнц, като архиепископ, забранява откриването на заседанието в църквата. Тогава Фридрих, заедно със своите съюзници, отиват до гробището в съседство с катедралата и там провъзгласяват избора на Сигизмунд. Избирателите на Майнц и Кьолн изразяват своя протест. Те привличат Вацлав на своя страна, който признава Йобст за „курфюрст-избирател от Бранденбург“. Заедно с гласа на Рудолф III от Саксония, Йобст получава 5 гласа и е провъзгласен за германски крал на 1 октомври 1410 г. в градската катедрала.
Въпреки че Сигизмунд е избран по-рано, Йобст Моравски е подкрепен от повечето избиратели. Така в империята се появяват двама римски крале. Нито единият, нито другият обаче проявяват активност до януари 1411 година. През цялото това време интересите на Сигизмунд в Германия са представени от Фридрих и Йохан от Нюрнберг и Еберхард от Вюртемберг. На 11 януари 1411 г. Сигизмунд обявява съгласието си да заеме престола. В отговор Йобст започва да събира войски, но умира при подозрителни обстоятелства на 18 януари 1411 година. Това дава възможност на Сигизмунд да си върне контрола над Бранденбург и да премахне пречките за овладяване на трона по-късно същата година. Затова Сигизмунд изпраща Фридрих при Вацлав. Братята се съгласяват, че Сигизмунд ще бъде римски крал, а Вацлав император. Решават, че заедно ще се борят срещу църковния разкол. Вацлав спечелва на страната на Сигизмунд Рудолф от Саксония, а Фридрих Хохенцолерн, избирателите на Кьолн и Майнц. Така въпреки протестите на избирателите на Вернер фон Фалкенщайн от Трир и курфюрста на Пфалц, които настояват за първите избори, Сигизмунд след юли 1411 година е провъзгласен за римски крал за втори път, но вече в катедралата.

## Смърт
Вернер фон Фалкенщайн умира по време на нападение на Санкт Гоар и е погребан в църквата „Св. Кастор“ в Кобленц.